# Anke Westendorf
Anke Westendorf (n. 26 februarie 1954, Schwerin, Germania) este o sportivă ce a reprezentat Germania, medaliată olimpică. A participat la 2 ediții ale Jocurilor Olimpice (1976, 1980) în care a câștigat o medalie de argint.